# Johnny DeVeszélyes
A Johnny DeVeszélyes (eredeti cím: Johnny Dangerously) 1984-ben bemutatott amerikai bűnügyi filmvígjáték, melyet Amy Heckerling rendezett. A főbb szerepekben Michael Keaton, Joe Piscopo, Marilu Henner, Maureen Stapleton, Peter Boyle, Griffin Dunne, Dom DeLuise, Danny DeVito, Dick Butkus és Alan Hale Jr. látható.
A film az 1930-as évek gengszterfilmjeinek paródiája.

## Cselekmény
1935-ben egy állatkereskedés tulajdonosa fülön csíp egy kiskutyát ellopni próbáló fiút. Hogy elriassza őt a bűn világától, elmeséli neki saját, fiatalkori emlékeit.
1910-ben Johnny Kelly becsületes, szegény újságosfiúként dolgozik New York-ban. Bűnöző apját kivégezték, édesanyja, Kelly mama folyamatos orvosi műtétekre szorul, melyet nem tudnak kifizetni. Johnny öccse, Tommy már fiatalon a jog iránt rajong. Johnny utcai verekedésbe keveredik Féreg Verminnel, egy rivális újságárussal, melynek szemtanúja lesz Jocko Dundee helyi maffiavezér és munkát ajánl a keményöklű fiúnak. Anyja egészségügyi költségei miatt Johnny kénytelen elvállalni azt és segít kirabolni Dundee vetélytársát, egy Roman Moronie nevű klubtulajdonost. Amikor Jocko megkérdi a fiú nevét, ő Johnny DeVeszélyes néven mutatkozik be.
Évekkel később Johnny teljes állásban Dundee-nak dolgozik. Édesanyján és öccsén kívül mindenki tisztában van bűnözői tevékenységével és nagy tisztelet övezi a környéken. Dundee beveszi bandájába Féreg Dannyt és társát, Dutchot. A bandaháborúk közepette Johnny beleszeret egy Lil Sheridan nevű fiatal éneeks-táncosnőbe, aki nemrég érkezett a nagyvárosba. Nemsokára Johnny átveszi Dundee helyét és bandavezérként tűzszünetet köt Moronie-val.
Tommy elvégzi a jogi kart, tudtán kívül a Johnny illegális üzelmeiből származó pénzen. A Johnny által lefizetett Burr kerületi ügyész alkalmazottja lesz, főnöke igyekszik távol tartani a lelkes újoncot a bűnüldözéstől. Burr és Féreg Danny merényletet szervez a számukra egyre kellemetlenebbé váló Tommy ellen és tönkreteszik autója fékrendszerét, de Tommy súlyos sérülésekkel ugyan, de túléli a szabotázst. Johnny bosszúból végez Burr-rel és így Tommy veszi át annak helyét. Danny rájön, hogy Johnny az új kerületi ügyész testvére és Tommy is kihallgat egy kényes beszélgetést, mely bátyjáról szól. Kérdőre vonja Johnnyt, aki hajlandó vallomást tenni, azonban az illetékes irodájában annak holttestére talál rá. Danny leüti riválisát és rákeni a gyilkosságot. 
Johnnyt letartóztatják és a halálsorra küldik, villamosszék általi kivégzésre. A férfi rájön, már nincs nála a szerencsét hozó cigarettatárcája és azt a valódi bűnös lopta el tőle. Miközben Danny gratulál Tommynak, elejti a Johnnytól ellopott tárcát, így Tommy rájön, bátyja ártatlan. Johnny a börtönben értesül egy Danny ellen tervezett merényletről, megszökik és a helyszínre siet. A fegyverét elsütő Danny elé veti magát, megmentve öccse életét és közben lőfegyverével megsebezve Dannyt. A cigarettatárca felfogja Danny lövedékét, a merénylőt letartóztatják, Johnny pedig kegyelmet kap a kormányzótól.
1935-be visszatérve, a fiatal tolvaj elámul Johnny sztoriján. Johnny egy kiscicát ajándékoz neki és azzal az üzenettel küldi el, hogy „a bűn nem jó üzlet”. Miután a fiú távozik, Johnny átöltözik egy szmokingba és beszáll Lil mellé egy limuzinba, majd a kamera felé fordulva bevallja: „de van benne jó is!”. 

## Szereplők
- Michael Keaton – Johnny Kelly / Johnny DeVeszélyes
(magyar hangja Háda János)[3]
  - Byron Thames – Johnny fiatalon
- Joe Piscopo – Féreg Danny (Danny Vermin)
  - Georg Olden – Danny fiatalon
- Marilu Henner – Lil Sheridan
- Maureen Stapleton – Kelly mama
- Peter Boyle – Jocko Dundee
- Griffin Dunne – Tommy Kelly
  - Troy Slaten – Tommy fiatalon
- Richard Dimitri – Roman Troy Moronie
- Dom DeLuise – A pápa
- Danny DeVito – Burr
- Dick Butkus – Arthur
- Alan Hale, Jr. – őrmester
- Glynnis O'Connor as Sally
- Ron Carey – Pat
- Ray Walston – Vendor
- Neal Israel – Dr. Zilman
- Joe Flaherty – elítélt a halálsoron (stáblistán nem szerepel)

## Fordítás
- Ez a szócikk részben vagy egészben  a   Johnny Dangerously című angol Wikipédia-szócikk ezen változatának fordításán alapul.  Az eredeti cikk szerkesztőit annak laptörténete sorolja fel. Ez a jelzés csupán a megfogalmazás eredetét és a szerzői jogokat jelzi, nem szolgál a cikkben szereplő információk forrásmegjelöléseként.